# ۲۳ بهمن
۲۳ بهمن سیصد و بیست و نهمین روز سال در گاه‌شماری خورشیدی است. به پایان سال ۳۶ روز (۳۷ روز در سال کبیسه) باقی‌است.

## رویدادها
- ۱۳۸۰ - حادثه ۲۳ بهمن ۱۳۸۰ توپولف تو-۱۵۴
- ۱۳۸۷ - رقابت ۲۳ بهمن ۱۳۸۷ تیم ملی فوتبال ایران با تیم ملی فوتبال کره جنوبی در مرحله مقدماتی جام جهانی فوتبال ۲۰۱۰ آسیا

## زادروزها
- ۱۳۱۳ - یاسمین، خواننده
- ۱۳۵۶ - شهریار رومی، خواننده
- ۱۳۶۴ - دکتر امیرهوشنگ احمدی، قهرمان اتومبیلرانی سرعت کشور

## درگذشت‌ها
- ۱۱۶۳ - علیمرادخان زند، ششمین شاه ایران از زندیان
- ۱۳۵۷ - عبدالعلی بدره‌ای، آخرین فرمانده نیروی زمینی شاهنشاهی ایران